# Plougras
Plougras település Franciaországban, Côtes-d’Armor megyében. Lakosainak száma 428 fő (2022. január 1.). Plougras Loguivy-Plougras, Lohuec, Plounérin, Bolazec, Botsorhel és Guerlesquin községekkel határos.

## Népesség
A település népességének változása:
| Lakosok száma | 670  | 530  | 498  | 465  | 422  | 416  | 413  | 408  | 415  | 428  |
|               | 1968 | 1982 | 1990 | 2006 | 2013 | 2015 | 2017 | 2019 | 2020 | 2022 |